# Bernat Ylla
 (décembre 2020).
Si vous disposez d'ouvrages ou d'articles de référence ou si vous connaissez des sites web de qualité traitant du thème abordé ici, merci de compléter l'article en donnant les références utiles à sa vérifiabilité et en les liant à la section « Notes et références ».
Bernat Ylla (22 mars 1916 à Vic en Espagne - 18 février 1994 à Saint-Maixent-l'École en France) est un peintre catalan.

## Biographie
Bernat Ylla suit ses premiers cours à Vic, sa ville natale, à l’École municipale de dessin sous la férule des maîtres Pere Puntí (ca) et Llucià Costa. Il les approfondit ensuite à l’École technique supérieure d'architecture de Barcelone.[réf. nécessaire]  (voir carnet d'étudiant ci-après)   
Il expose pour la première fois à Vic et à Barcelone, seulement des dessins à la plume.[réf. nécessaire]
En 1936, il part à Bruxelles où il étudie la peinture et la perspective à l’École royale des Beaux-arts avec le professeur Alfred Bastien. Là, il organise deux expositions (10 au 22 juin 1942, Galerie de la Toison d'Or - 21 novembre au 6 décembre 1942, 57 avenue Jupiter à Bruxelles). 
Peu de temps, après il part suivre les cours et conseils de composition du maître André Lhote, dans son atelier de Montparnasse, à Paris.[réf. nécessaire]
Dès son retour en Catalogne en 1943, Bernat Ylla commence dans son pays une carrière de peintre indépendant.
Sa première exposition individuelle a lieu dans la Salle Comellas à Vic en décembre 1943 et ensuite à Barcelone en mars 1944, dans la salle de la Librairie Dalmau.
Il s’installe alors à Deia sur l’île de Majorque où, durant quatre ans, il travaille à rechercher sa forme d’expression picturale personnelle.[réf. nécessaire]
À partir de 1951, il s’installe en France et il organise des expositions à travers l’Europe : en France, en Angleterre, en Suisse, en Yougoslavie, à Vic, à Barcelone, en Catalogne, à Majorque, en Castille, en Estrémadure, au Pays basque, etc.[réf. nécessaire] (voir tableau récapitulatif dans "œuvres")
Il organise sa dernière exposition sur l’Ile de Ré, en 1983.[réf. nécessaire]
Il repose à Souvigné, à la Maupetitière, 79800 - France
À la demande du Conseil Municipal de Vic, une exposition,  Homenatge retrospectiu al pintor vigatà Bernat Ylla, est organisée à la Llotja del Blat, à Vic, du 14 au 29 avril 2007, en présence du maire Jacint Codina i Pujols, et en tant que commissaire de l'exposition Arnau Puig i Grau (ca), philosophe et critique d'art.[réf. nécessaire]

## Œuvres

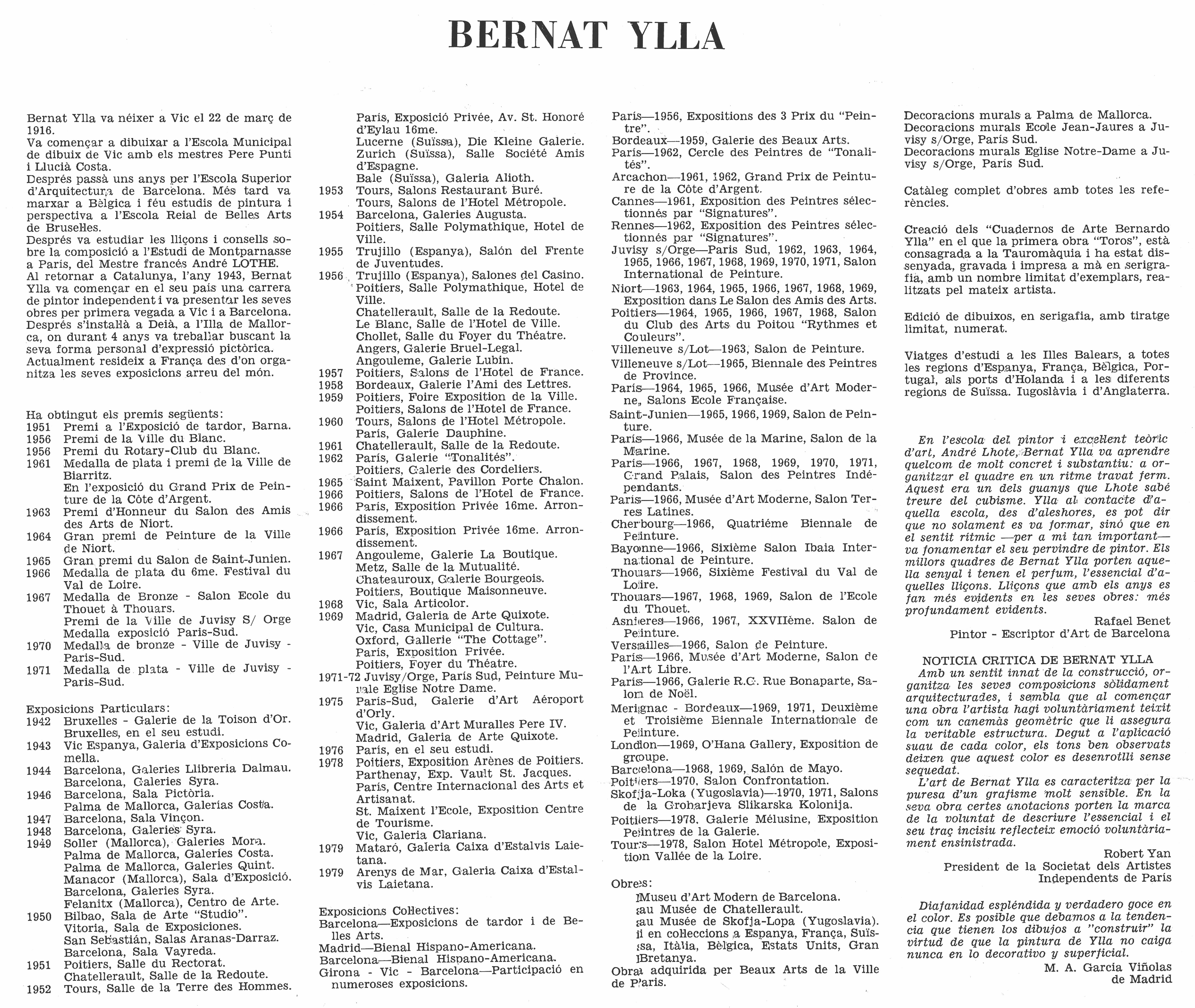
Catalogue à jour en février 1980

- Tableaux au musée d'Art moderne de Barcelone, au musée de Châtellerault, au musée de Skofja-Loka (Slovénie)[réf. nécessaire][10]
- Acquisitions par le Musée des Beaux Arts de la ville de Paris[réf. nécessaire]